# Маргарет Норвежская Дева
Ма́ргарет Эриксдо́ттер (норв. Margrete Eiriksdotter), больше известная как Ма́ргарет Норве́жская Де́ва (англ. Margaret, Maid of Norway; 9 апреля 1283 года — сентябрь 1290 года) — королева Шотландии с ноября 1286 года, дочь короля Норвегии Эйрика II Магнуссона и шотландской принцессы Маргарет, дочери короля Александра III, умершей, возможно, после родов.
После смерти бездетного Александра Шотландского Маргарет была признана наследницей шотландского трона. После смерти деда и рождения мёртвого ребёнка у его вдовы шотландский парламент признал Маргарет королевой Шотландии, от имени которой королевством управлял совет из шести «блюстителей». При этом ряд представителей шотландской знати во главе с Робертом Брюсом, 5-м лордом Аннандейлом, претендовавшим на трон, отказался признать права девочки, развязав феодальную войну против других претендентов. Войну остановило вмешательство английского короля Эдуарда I, который договорился о браке Маргарет со своим наследником Эдуардом Карнарвонским. По условиям заключённого в 1289 году договора в Солсбери он признавался опекуном девочки и обязался вернуть её в Шотландию, когда там наступит мир. Сама Маргарет была отправлена на норвежском корабле к опекуну, но по дороге умерла. Её тело вернули в Норвегию и похоронили рядом с матерью.
Смерть Маргарет вызвала жестокий династический кризис; права на шотландский престол предъявляли 14 кандидатов. В арбитры вызвался Эдуард I, имевший свои виды на Шотландию. Сначала он в 1292 году возвёл на престол Иоанна Баллиола, признавшего себя вассалом английской короны, а когда тот попытался проводить независимую политику, завоевал Шотландию, сместив короля. Это привело к длительным кровопролитным войнам между Англией и Шотландией, закончившимся только в 1357 году подписанием Берикского договора.
В 1300 году в Бергене появилась Лже-Маргарет, выдававшая себя за выжившую Норвежскую Деву. Обман был раскрыт, а сама она вместе с мужем была казнена в 1301 году, но в народе самозванку стали почитать святой.

## Происхождение
Важным для биографии Маргарет Норвежской Девы фактом оказалось происхождение матери. Дед будущей королевы, шотландский король Александр III, происходил из Данкельдской династии, представители которой управляли Шотландским королевством с середины XI века. После смерти короля Александра II шотландский королевский дом находился на грани вымирания. Сам Александр II был единственным сыном в семье. Его сёстры нашли себе мужей среди английской знати, но наследников не имели. Первый брак Александра II был бездетным. От его второго брака 4 сентября 1241 года в Роксбурге родился единственный сын, ставший после смерти отца в 1249 году королём под именем Александра III. Как утверждали в 1291 году Брюсы, в то же время, когда Александр II женился второй раз, король назначил своим наследником Роберта Брюса — сына его двоюродной сестры Изабеллы, второй дочери Давида, графа Хантингдона. Историк Джеффри Бэрроу считает, что хотя об этом было заявлено только 50 лет спустя, в 1291 году, в этой истории могла быть доля правды. В Рождество 1251 года Александр III женился на Маргарет, дочери английского короля Генриха III. Жениху тогда было всего 10 лет, невесте — 11 лет. Старшим ребёнком, родившимся в этом браке, была мать Норвежской Девы Маргарет (родилась 28 февраля 1261 года). Позже родились двое сыновей: Александр (21 января 1264 года), ставший наследником престола, и Давид (в 1273 году), который умер ребёнком. В 1275 году король овдовел.
В августе 1281 года Маргарет Шотландская в необычайно позднем возрасте 20 лет была выдана замуж за норвежского короля Эйрика II Магнуссона (1268—1299), который происходил из Дома Сверре. Причины брака были политическими. В 1260-е годы Норвегия была вынуждена уступить Шотландии Гебридские острова и остров Мэн. Династический брак должен был сгладить возникшее напряжение. Кроме того, Норвегия была заинтересована обеспечить безопасность Оркнейских и Шетландских островов. Приданое принцессы составляло 14 тысяч мерков (4666 фунтов 13 шиллингов 4 пенса), из которых половина была выплачена к 1286 году. Для покрытия второй половины шотландская корона передала Эйрику II шотландские поместья Ротимей в Банфшире, Белхелви в Абердиншире, Бадгейт в Западном Лотиане и Рато в Мидлотиане. Их совокупный ежегодный доход составлял 700 мерков в год.
9 апреля 1283 года Маргарет умерла в Бергене. Единственным ребёнком, которого она родила в браке, была Маргарет Норвежская Дева.

## Наследница
В первичных источниках дата рождения Маргарет не указана. Возможно, её мать умерла при родах, поэтому современные исследователи полагают, что Норвежская Дева родилась в день смерти матери — 9 апреля 1283 года. В соответствии с брачным договором родителей девочка была наследницей остатка приданого матери.
В январе 1284 года умер принц Александр, женатый, но бездетный наследник Александра III. Эта смерть поставила шотландский королевский дом на грань вымирания: единственным живым потомком короля оказалась Маргарет, которой тогда было около 1-2 лет. 5 февраля Александр III созвал шотландскую знать на совет в Скуне, на котором 13 графов, 11 прелатов и 25 лордов согласились признать королевскую внучку наследницей шотландского престола. К тому моменту король был вдов, его первая жена умерла в 1275 году. Чтобы обеспечить престолонаследие, Александр III, которому тогда было 42 года, решил жениться повторно. Выбор пал на француженку Иоланду де Дрё. Брак был заключён 14 декабря 1285 года, но уже 19 марта 1286 года король погиб. После совета в Эдинбурге король ночью решил отправиться к жене. Была буря, по дороге сопровождающие потеряли Александра III. Около крутого обрыва его лошадь оступилась. Тело короля нашли утром.

## Королева
Смерть короля привела к кризису престолонаследия в Шотландии. Хотя королева Иоланда, вторая жена Александра III ждала ребёнка, пол которого был неизвестен, а будущее туманно; другая наследница, трёхлетняя Маргарет, жила при норвежском дворе. Возникшая ситуация привела к тому, что представители двух знатных домов, Брюсов и Баллиолов, которые по женской линии выводили происхождение от представителей Данкельдской династии и были тесно связаны с английской короной и англо-нормандской знатью, заявили о своих правах на власть в Шотландии. В апреле в Скуне собрался парламент, члены которого обязались соблюдать мир и присягнули соблюдать верность будущему монарху, «ближайшему по крови» к покойному королю. Таким образом парламент попытался сохранить мир, добившись от магнатов обещания подождать, пока королева не родит ребёнка. На пост регента Шотландии претендовали Роберт V Брюс, лорд Аннандейл, и Джон Баллиол, лорд Галлоэй, но парламент для управления королевством создал коллегию из шести «блюстителей» (хранителей) Шотландии, в число которых ни Брюсы, ни Баллиолы не вошли. В её состав были включены Уильям Фрейзер, епископ Сент-Эндрюса; Роберт Уишарт, епископ Глазго; Дункан, граф Файф; Александр Комин, граф Бьюкен; Джеймс Стюарт, лорд-стюард Шотландии; Джон Комин, лорд Баденох, трое из которых были сторонниками Брюсов, а другие трое — Баллиолов.
В конце ноября Иоланда родила ребёнка, но о нём мало что известно: он или родился мёртвым, или умер после рождения. Поэтому королевой Шотландии была признана Маргарет. Самое первое сохранившееся известие о признании за ней королевского титула содержится в письме папы римского, написанном в апреле 1288 года.

Большая печать правителей Шотландии, управлявших королевством после смерти Александра III

Хранители Шотландии должны были управлять королевством и обеспечить наследование короны. Благодаря их действиям удалось избежать анархии в королевстве, но вопрос о престолонаследии окончательно так и не был решён. Глава Брюсов, граф Аннандейл, отказался признать правителем Шотландии наследницу женского пола и в ноябре 1286 года начал феодальную войну против Баллиолов, но хранителям удалось восстановить порядок в королевстве. К 1289 году один из хранителей умер, ещё один был убит, из-за раздоров среди знати найти замену выбывшим так и не удалось.
Ещё в 1286 году парламент, предвидя трудности, обратился за помощью к ближайшему соседу — королю Англии Эдуарду I, который приходился шурином покойному королю. Александр III в своё время планировал брак Маргарет с Эдуардом Карнарвонским, сыном английского короля. Эдуард I вспомнил об этом обещании и решил выступить в поддержку малолетней наследницы. При этом он решил использовать давние противоречия между Норвегией и Шотландией по поводу Оркнейских островов. Для заключения брака сына с шотландской наследницей он начал переговоры с отцом Маргарет, представив себя гарантом прав и безопасности Норвежской Девы. Кроме того, Эдуард I оказал норвежскому королю финансовую помощь. В итоге 6 ноября 1289 года было заключено трёхстороннее соглашение в Солсбери. Согласно его условиям, Маргарет переходила под опеку английского короля, которому приходилась внучатой племянницей. В ответ Эдуард I брал на себя обязательство вернуть королеву в Шотландию, как только в ней наступит мир. Условия брака Маргарет подлежали особому рассмотрению. Хранители Шотландии согласились на эти условия. Как отмечают С. Фёдоров и А. Паламарчук, таким образом они фактически признали, что английский король имеет право вмешиваться во внутреннюю политику их королевства.
В марте 1290 года в Биргеме, расположенном неподалёку от границы с Англией, собрался парламент. Там Эдуард I отправил официальное предложение о заключении брака своего сына и наследника Эдуарда с Маргарет, сообщив о полученном на брак папском разрешении. Перспективы брака шотландской королевы с наследником английского престола вызвали крайнее недовольство практически во всей Шотландии, а также недовольство церкви, представители которой опасались, что в результате англо-шотландского альянса начнётся перераспределение церковных бенефиций. В то же время многие представители светской знати равнинной Шотландии имели владения в Англии, будучи одновременно вассалами и шотландской, и английской короны. Однако они были недовольны тем, что английский король требовал контроля над их замками. Поэтому в июле в Биргеме на новом парламенте английскому королю были представлены «разумные требования». В итоге Биргемский договор между Англией и Шотландией приобрёл окончательный вид. 28 августа в Нортгемптоне Эдуард I дал гарантии сохранения границ и привилегий. При этом он обещал сохранить независимость Шотландии и все свободы прелатов и знати.
Первоначально Эдуард I собирался лично забрать шотландскую королеву из Норвегии. В тексте договора в Солсбери неоднозначно описывается, куда Маргарет должна была прибыть: в одном пункте указывается, что она должна была отправиться в один из портов Шотландии или Англии, в другом — в Англию, а в Шотландию только тогда, когда там наступит мир. Однако в итоге пунктом назначения стали Оркнейские острова. В сентябре 1290 года Маргарет отплыла на норвежском корабле, её сопровождали двое норвежских епископов. Однако по пути девочка заболела и в конце того же месяца или начале октября умерла на Оркнейских островах «на руках епископа Нарве». Её тело было возвращено в Норвегию и захоронено рядом с телом матери на хорах церкви Христа в Бергене.

## Последствия
Смерть Маргарет вызвала период междуцарствия в Шотландии. Права на шотландский престол предъявили 14 наследников. Эдуард I, имевший свои виды на Шотландию, предложил роль арбитра, после чего представители шотландской знати согласились признать его в таком качестве. Все кандидаты не только признали сюзеренитет английского короля, но и согласились передать на время междуцарствия владения шотландской короны под управление Эдуарда I. В итоге в 1292 году Эдуард I отдал шотландскую корону Джону Баллиолу, признавшему себя его вассалом. Однако по сути английский король считал, что тот должен был полностью подчиняться ему. Баллиола подобное не устроило. В результате их конфронтации Эдуард I в 1296 году начал завоевание Шотландии, сместил шотландского короля и объявил о присоединении королевства к Англии. Это привело к длительным кровопролитным войнам за независимость Шотландии, которые с перерывом продолжались до заключения в 1357 года Берикского договора, по которому английский король Эдуард III признал независимость Шотландии.
Отец Маргарет, король Эйрик II, тоже предъявлял претензии на шотландский трон. Кроме того, в 1292 году он потребовал от Шотландии выплатить компенсацию за то, что его дочь не стала королевой сразу после смерти Александра III. Все эти претензии были отклонены.
В шотландской и норвежской историографии ранняя трагическая смерть юной королевы вызвала много рассуждений о том, какой бы была шотландская история, если бы Маргарет выжила и стала женой Эдуарда II. Особенно много размышлений такого рода было в Шотландии. После оккупации Шотландии англичанами в 1296 году Маргарет достаточно быстро стала героиней местного фольклора; появились народные песни и эпическая поэзия, посвящённые Норвежской Деве, например, популярная баллада о сэре Патрике Спенсе.
В 1300 году в Бергене появилась Лже-Маргарет, выдававшая себя за выжившую Норвежскую Деву. Её обман был раскрыт, а сама она вместе с мужем была казнена в 1301 году, но в народе самозванку стали почитать святой. Несмотря на противодействие духовенства, норвежцы совершали паломничества в Берген, а около 1370 года в память о ней была построена церковь, которая, возможно, просуществовала до самой Реформации, получая поддержку в первую очередь от немецких купцов, торговавших в Бергене.